# Rebbe
Un rebbe (sau admor) este un rabin care îndeplinește funcția de liderul spiritual al unei comunități hasidice. 

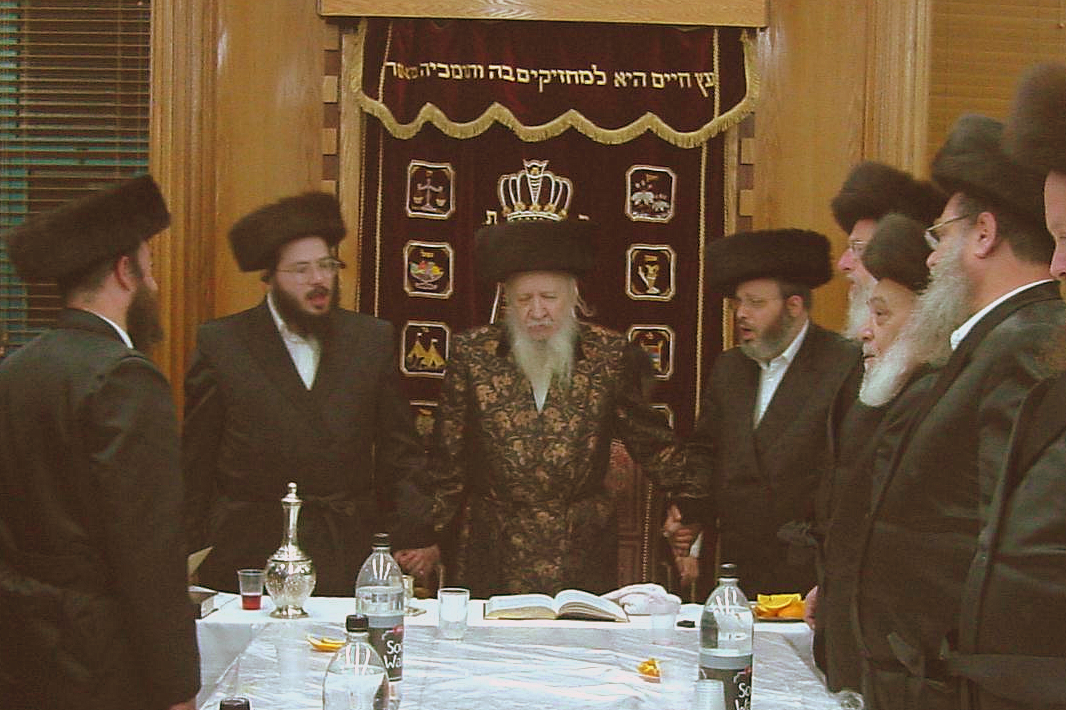
Rabini din Boston